# ヴァフ川
ヴァフ川（ヴァフがわ、英表記: Vakh、ロシア語: Вах、ハンティ語: Ваӽ、マンシ語: Ваӄ）はロシアのハンティ・マンシ自治管区を流れる川で、西シベリアの大河オビ川の右支流である。
長さは964km、流域面積は76,700平方kmで、西シベリア低地東部のオビ川・エニセイ川・タズ川の流域が交わるあたりを源流とし、流域一帯に降る雪および雨を集める。西シベリア低地の中央部の人口希薄な湿地帯にあるタイガ（針葉樹林帯）を流れ、ニジネヴァルトフスクの上流15kmほどの地点でオビ川に合流する。合流点付近での川の大きさは幅300m、深さ5mほどに達する。合流点から253km遡った中流にあるロブツィンスコエでの流量は、およそ540m3/s（最小は3月の187m3/sで、最大は雪や氷が解ける6月の1,679m3/s）となる。
主な支流は、右岸にクリニゴル川（Кулынигол）、サブン川（Сабун）、コリキェガン川（Коликъеган）、左岸にボルショイ・メグティギェガン川（Большой Мегтыгъеган）などがある。ヴァフ川本流は、サブン川合流点付近まで（合流点から432km）は航行可能である。支流もコリキェガン川は253km上流まで航行できる。
流域はハンティ人やマンシ人が中心であるが、石油の発見後はロシア人が多くなった。特に重要な油田にサモトロル油田などがある。